# Poste d'aiguillage type SEI
 (novembre 2023).
Si vous disposez d'ouvrages ou d'articles de référence ou si vous connaissez des sites web de qualité traitant du thème abordé ici, merci de compléter l'article en donnant les références utiles à sa vérifiabilité et en les liant à la section « Notes et références ».
Le poste d'aiguillage type SEI (Système d'Enclenchement Intégré) résulte d’une évolution technologique réalisée en France pour les postes de la LGV Méditerranée, visant à assurer la pérennité d'approvisionnement des composants et à réduire les coûts : des installations et de leur maintenance ; des études de mise en œuvre, en automatisant les procédures d’études, d’essais et de modifications d'installations.

## Caractéristiques
Ce système réalise l’intégration, en un système informatique unique et homogène, des fonctions assurées aujourd'hui, sur la LGV Nord-Europe, par :
- le système de transmission voie-machine (TVM 430),
- le PRCI-MCKT,

Il permet, de plus, d’améliorer les conditions d’exploitation en évitant la commutation périodique et manuelle d’une unité de traitement sur l’autre, dans chaque poste; opération qui doit s’effectuer, aujourd'hui, en l’absence de toute circulation sur l’espace considéré.
En ce qui concerne la maintenance, le SEI dispose d’un système intégré d’aide à la maintenance fournissant la localisation des composants défaillants (aide au diagnostic). Ce système est consultable à distance et interfaçable avec la télésurveillance.
Sur le plan de la maintenabilité, le SEI ne permet pas, dans un certain nombre de cas, une transparence totale des interventions, de maintenance notamment, vis-à-vis de la circulation des trains. Toutefois, les redondances permettent d’éviter les perturbations du trafic dans certains cas d’incident.
Pour l’instant[Quand ?], en dehors de la période d’essais, il n’a pas été prévu d’exploiter le SEI en commande locale car il possède une redondance de type 2 parmi 3 (2 résultats de calcul concordants parmi 3). Cela lui permet toujours de fonctionner en cas de défaillance d'une des trois unités de calcul. Il est donc télécommandé par :
- un SNCI (CCT de Lyon) (voir poste d'aiguillage)
- ou un système MISTRAL (Poste 1 de Marseille Saint-Charles).